# Passeport guatémaltèque
 (juin 2019).
Si vous disposez d'ouvrages ou d'articles de référence ou si vous connaissez des sites web de qualité traitant du thème abordé ici, merci de compléter l'article en donnant les références utiles à sa vérifiabilité et en les liant à la section « Notes et références ».
 (juin 2019).
Le contenu est difficilement compréhensible vu les erreurs de traduction, qui sont peut-être dues à l'utilisation d'un logiciel de traduction automatique.
Les passeports guatémaltèque sont délivrés aux citoyens guatémaltèques pour voyager à l'extérieur du Guatemala. Les citoyens guatémaltèques profitent de l'accès sans visa à près de 100 pays et territoires.

## Apparence
Comme tous les passeports américains, la couverture est bleu marine avec de l'or pour les caractères indiquant le nom officiel du pays, en espagnol et en anglais, l'Emblème du Guatemala est au milieu et les mots "Pasaporte" et "Passport" en bas. Il y a maintenant une version plus récente de la couverture, qui a conservé de nombreux éléments d'époque. La principale différence est que maintenant au sommet, il a le mot "CentroAmerica" et au milieu, à la place de l'écusson, il y a une carte de l'Amérique Centrale avec le territoire guatémaltèque doré. En bas, la formulation a changé pour décrire le type de passeport.
Le passeport a une validité de cinq ans et les langues utilisées sont l'espagnol et l'anglais.

### Les fonctionnalités de sécurité

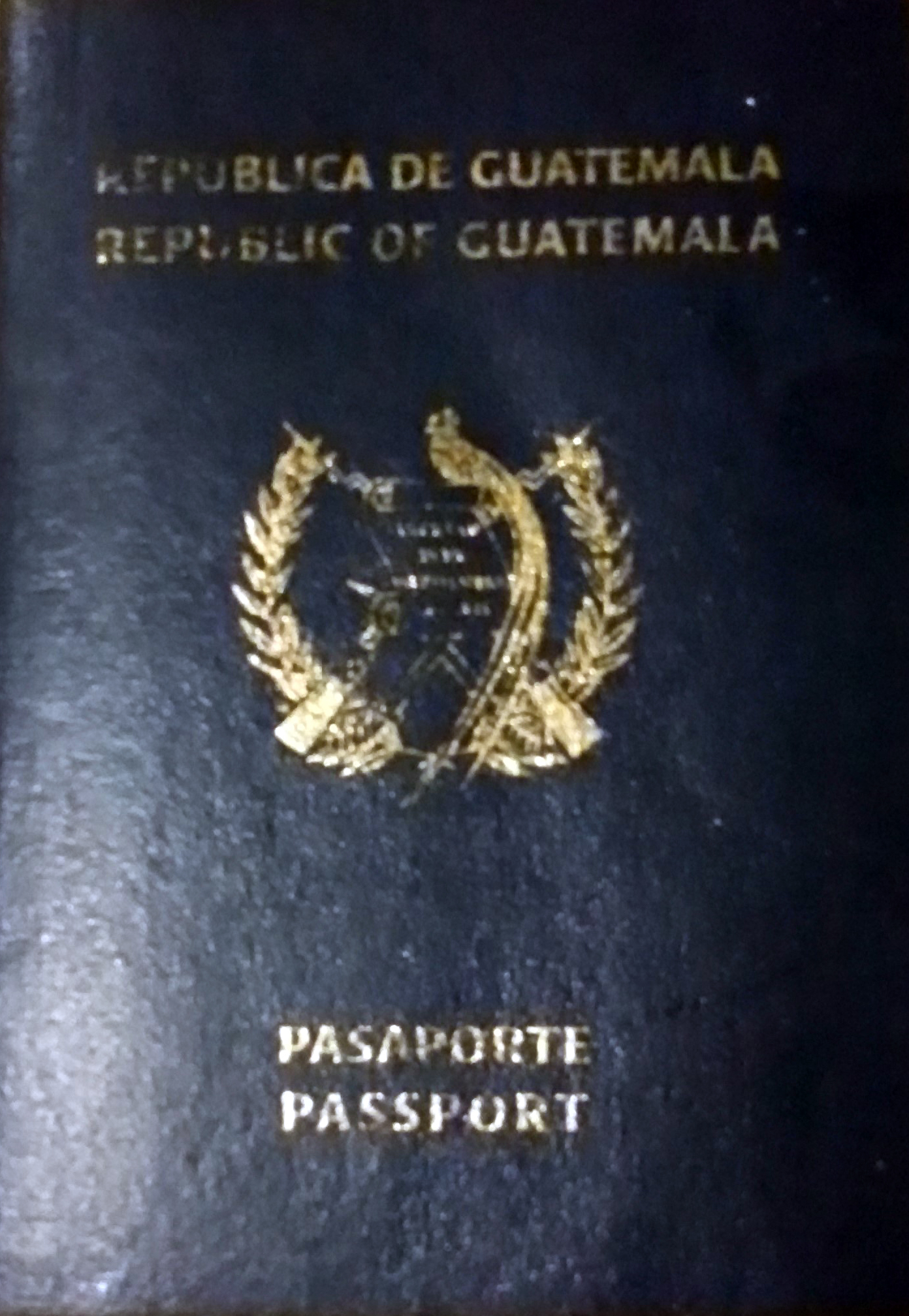
Ancienne couverture du passeport guatémaltèque, utilisé jusqu'en 2006.

Le passeport guatémaltèque contient de nombreuses fonctionnalités de sécurité dans la couleur-même des fibres intégrées dans les pages et d'un filigrane présent sur toutes les pages.
Les passeports guatémaltèques sont lisibles à la machine et contiennent un code-barres PDF417 2D  avec des données biométriques (avec le consentement du titulaire). En raison de ce détail, aucune tentative n'a été faite pour inclure également une puce de RFID.
L'autorité d'émission du passeport est la Dirección General de Migración (Direction Général de l'Immigration), elle dépend du ministère de l'Intérieur.

## Types de Passeports
- Ordinario (Ordinaire) - Délivré aux citoyens guatémaltèques pour le tourisme en général, et sont demandés par le biais de la Direction de l'Immigration.
- Oficial (Officiel) - Émis pour les fonctionnaires guatémaltèques qui occupent un poste au sein du gouvernement et qui représentent le pays. Ces passeports sont demandés par le biais de la Direction de l'Immigration.
- Diplomatico (Diplomatique) - Émis pour les hauts fonctionnaires guatémaltèque qui sont employés par le gouvernement. Ces passeports doivent être demandés au Ministerio de Relaciones Exteriores de Guatemala (es) (Ministère des Affaires Étrangères)
- Temporal (Temporel) - Délivré uniquement aux représentants du gouvernement ou diplomates qui représentent le pays pour une période de temps spécifiée.